# 1776 (音乐剧)
《1776》是一齣1969年百老汇音乐剧和它的1972年电影版的总称。这是一齣带恶搞风格的喜剧。
剧本：Peter Stone
词曲：Sherman Edwards

## 百老汇首演版
演出时间：1969年3月16日－1972年2月13日，共1217场。该版本获1969年托尼奖五项提名，赢得三项：最佳音乐剧，最佳导演，最佳男配角，并获得1969年Drama Desk最佳剧本，最佳服装设计奖。

## 衍生版本
- 1972年，该剧由哥伦比亚公司拍摄电影版，总长180分钟（首次公映时有删节）。电影版演员基本采用百老汇首演版原班人马。

- 1970年该剧在伦敦上演，多采用加拿大和澳大利亚演员。该版本获得舆论好评，并出版一张唱片。

- 1997年百老汇上演了该剧的重排版，由布瑞特·斯派尔（Brent Spiner）主演。重排版获得当年托尼奖三项提名和Drama Desk最佳男配角奖。

- 因题材具有教育型且演唱难度不高，该剧经常被美国各学校搬演。

## 剧情
- 第一幕

1776年5月8日，费城，既热又潮的桑拿天气，苍蝇多得没法开窗户，第二大陆会议的代表照旧三三两两聚在国会厅里喝酒打牌聊天，没人关心当天的议程——一头死驴的赔偿问题。麻萨诸塞州代表约翰亚当斯怒气冲冲摔门进来，谴责众人无视英国的欺凌，尤其对他反复提出的独立议案，甚至连公开讨论都没有。代表们受不了他的闹腾，空前团结地要求他闭嘴坐下（1 Sit Down, John）。
亚当斯失望地冲出大厅，抱怨议会一年半以来只会打混摸鱼，被这种机构领导，还不如来场瘟疫或者大洪水痛快。他开始给远在麻省的妻子艾比写信，想象中艾比出现在舞台一侧，催他赶快把独立问题解决掉，回家和她团聚。
亚当斯问她有没有照他说的，组织后方生产硝石。她很干脆的回答没有。为什么没有呢？“我们的问题更紧急，战争期间缝衣针都买不到了，你不送针来，别想要硝石。”“硝石!”“针!”“硝石!”"...针。"亚当斯无可奈何的同意了。两人互诉爱意，依依不舍，艾比终于消失。议员们再次齐声要求亚当斯坐下，这次他终于默默坐了下来。（2 Piddle, Twiddle and Resolve / Till Then）
- 第二幕

第二天，亚当斯去找好友，宾夕法尼亚州代表富兰克林，发现他翘了会正在请人画像。富兰克林认为独立决议之所以提不出来，完全因为亚当斯“讨厌又招人烦（obnoxious and disliked）”，得另找人提出才行。亚当斯一听坚决反对，但仔细想了想也不得不问富兰克林是否有人选。富兰克林很无辜的说没有，话音未落一名橙红色的骑手飞马赶来，原来他请了的弗吉尼亚州代表理查·亨利·李。
富兰克林假装向他请教独立议案为什么提不出来。“简单，因为约翰招人烦嘛。”那怎么办呢？自信心过剩民族自豪感爆炸的李立刻决定，他才是提出议案的最佳人选。因为弗吉尼亚是北美第一州，他又是FFV（弗吉尼亚第一批家族），“无论士农工商，内政外交，我们李家人都拔头筹。”李当即跨上马奔赴弗吉尼亚要求授权。（3 The Lees of Old Virginia）
- 第三幕

1776年6月7日。早上10点，新来的佐治亚州代表霍尔大夫按时抵达，会场非常混乱，罗德岛的霍普金斯喊管理员上朗姆，特拉华的三名代表争论不休。管理员问霍尔在独立问题上站哪边。最年轻的代表，南卡罗来纳的爱德华拉特利奇说：“当然和南卡罗来纳一边了”，他拉过霍尔，为他引见深南各州（Deep South），声称这些州一贯意见一致。霍尔不愿意透露佐治亚的态度。和富兰克林同属宾夕法尼亚的另两名代表狄金森和威尔逊表示坚决反对独立。威尔逊为了迎合狄金森，有时甚至情不自禁的附议自己州提出的决议。狄金森称独立为叛国，对突然安静了两星期的亚当斯冷嘲热讽，亚当斯忍无可忍，向富兰克林表示再有一天等不到李，他就自己提出决议。
大会主席汉考克和秘书汤普森宣布第380次会议开始。汉考克主席首先宣布对罗德岛的霍普金斯禁酒，欢迎了霍尔大夫，然后要求心不在焉的弗吉尼亚代表杰斐逊报告气温。杰斐逊报告了“潮湿的87度（30℃）”，宣布他今晚就回家乡，去见分别了6个月的新婚妻子。
一个脏兮兮的小传令兵送来华盛顿将军的前线战报。华盛顿担心他的队伍疲乏又缺少弹药，难以抵挡英军对纽约的进攻。众人正在沮丧，李终于冲了进来，带来弗吉尼亚通过的李氏决议文（Lee Resolution），狄金森“第24次”提出延期讨论。
李氏决议立刻得到麻省（亚当斯），弗吉尼亚（李和杰斐逊）和新罕布什尔（巴雷特）的赞成票，由于这次是南方提议，康涅狄格的舍曼也投了赞成票。特拉华的三名代表以2比1赞成。纽约的莫里斯和往常一样，对任何决议都“恭敬地”弃权。宾州由狄金森提出反对。马里兰的蔡斯说如果独立是送上来的他当然支持，但战争胜利的希望实在太渺茫，因此投票反对。拉特利奇认为目前没什么理由急着采取行动，所以南卡反对。北卡一向紧跟南卡，同样投了反对。霍尔处在两难境地，他个人支持独立，佐治亚的立法机关却反对，他不知该如何投票，不过这次他决定反对。5比5加1票弃权，罗德岛的霍普金斯正好从厕所回来，酒还没醒，声称他从没听过有什么事情危险到连讨论一下都不行的，因而投了赞成票。决议终于得以进入讨论阶段，主席感激地取消了对他的禁酒令。
最热心的几个代表摆明了立场：狄金森为母国英国而自豪，他强烈反对“谋反”和“叛国”，只愿意向英王上书请愿。亚当斯和富兰克林认为他们只有个英国人的名头，权利早就被剥夺光了；再说列克星顿之役已经过去一年，战争正在全面爆发，现在和解未免太晚了些。拉特利奇不愿让深南各州接受北方领导的独立；蔡斯仍然对华盛顿军的实力毫无信心。
辩论进入白热化，狄金森激烈谴责亚当斯这个“疯子”，为一点税金竟然煽动人们抛弃“狮心王，宪章运动，都铎王朝和世界上最文明而高贵的国家”，亚当斯反击狄金森一派“冷静，考虑周到的人（cool, considerate men）”，什么事都躲在最后，隔岸观火。争到激烈处，两人挥起手杖打成一团。特拉华州老代表凯撒罗尼好容易把他们拉开，却因为太激动突然发病，同州的麦肯代表送罗尼回家乡，于是特拉华只剩一名代表，而他反对独立。拉特利奇立即提出重新投票。为了拖延时间，富兰克林要秘书把李氏决议再念一遍。就在这一点时间里，一直缺席的新泽西代表团到了，投了赞成票。6比6，纽约再次“恭敬地”弃权，亚当斯提醒汉考克主席（麻省出身）行使决议权。眼看决议即将通过，狄金森突然提出，独立这么重大的问题必须全体一致，“没有哪个殖民地应该被迫与祖国分离”。特拉华附议，投票结果照样是平手，汉考克主席担心反对独立的州会不得不为英国而战，导致独立战争背上兄弟相残的原罪，他投票赞成狄金森，“全体一致决议”通过了。
秘书再次宣布为独立案重新投票，又被亚当斯打断，亚当斯提出延期，要为独立撰写一份正式文告。富兰克林附议，但主席问他们为什么，两人都答不上来。忽然一个声音说：“为了置事物之常理于世人眼前，用简洁的语句博取他们同意。”是一直沉默的弗吉尼亚代表杰斐逊。延期决议再次6比6逼平，主席决定赞成，并指派亚当斯，富兰克林，李和康涅狄格的舍曼，纽约的利文斯通组成5人小组，三周内提交文告。李刚被选为弗吉尼亚州长，急着回家上任，亚当斯立即提出由杰斐逊补缺。杰弗逊连声反对，主席视若无睹，直接批准然后休会。
问题变成了5人小组中由谁来执笔。不能是亚当斯，因为他“讨厌又招人烦”，富兰克林、舍曼和利文斯通也找了各种借口推脱，剩下一个杰斐逊，他只想赶快回家见他妻子。亚当斯软硬兼施，称赞他的文笔，提醒他负起责任，甚至以动武相威胁。杰斐逊很无奈，“亚当斯先生，你真是讨厌又招人烦，你拦在我和我的新娘中间，逼得我要杀人了。”在富兰克林他们“杀人了，杀人了”幸灾乐祸的歌声中，亚当斯塞给杰斐逊一支笔，摔门而出（4 But, Mr. Adams）。
注：这一幕包含20分钟以上的纯对话，创造了音乐剧史上最长时间没有音乐的纪录。
- 第四幕

一星期后，亚当斯和富兰克林来到杰斐逊的公寓，只见他情绪低落，胡子拉茬，坐在满地的废纸团中间，连开头都没写出来。好在亚当斯请来的杰斐逊夫人玛莎刚好抵达，小夫妻见面立刻黏成铁板一块，被彻底无视的两人只好撤离。
坐在杰斐逊门口台阶上，亚当斯眼前又幻化出艾比。她问他为什么不请自己的妻子，当他真的请她前来，她又不得不拒绝。因为战乱和严冬，农场快支撑不住了，加上孩子生病，她根本走不开半步。两人隔空互诉爱意和誓言，最后亚当斯仍不忘提醒她做硝石（5 Yours, Yours, Yours）。这首歌完全根据历史上两人真实的通信写成。
富兰克林叫醒了亚当斯，原来他在台阶上睡了一夜。玛莎正好推开窗户，两人从街上向她打招呼，她完全不记得昨天曾见过他们，不过很高兴出来和他们见面。两人想不通那个全议会最安静的“红头发墓碑”究竟怎么赢来这么可爱的妻子，玛莎回答她爱他的各种成就，但最不能抗拒“汤姆的小提琴”。他们跳起欢快的华尔兹，这时杰斐逊醒了，夫妻俩又黏了回去，亚当斯和富兰克林唱着小提琴颂歌再次无可奈何地离开（6 He Plays the Violin）。
- 第五幕

1776年6月22日，独立派采取分化瓦解战术，亚当斯负责马里兰的蔡斯。小传令兵又从前线赶来，华盛顿说军队中性病蔓延，酗酒成风，急需国会派代表团来振奋士气。亚当斯向蔡斯挑战，如果能证明大陆军可以击败英军，马里兰会赞成独立吗？蔡斯接受了。亚当斯、蔡斯和富兰克林组成代表团开赴新泽西前线，独立派其他代表也随即离开。狄金森心情大好，祝贺各位保守派代表和他一样坚持做“冷静，考虑周到的人”，为了捍卫他们的财产和家世，他们会坚持到底，“永远向右，决不向左”（7 Cool, Cool Considerate Men）。
代表们走了，管理员坐在主席的椅子上，管小传令兵叫“将军”。传令兵出身麻省，他坐在亚当斯桌前，向管理员描述战场，讲他的两个好朋友如何在同一天战死于列克星顿，其中一个死在山坡下草丛中，他的母亲找了一天一夜才发现尸体。这个孩子临死前在想什么呢（8 Momma, Look Sharp）？
- 第六幕

杰斐逊躲在议会厅外，等待秘书宣读《独立宣言》，亚当斯和富兰克林兴冲冲地赶回来。他们在新泽西正好赶上一群野鹅飞过，本来饿得东倒西歪的军队士气大振，一阵齐射，弹无虚发。蔡斯终于相信了大陆军的实力，回马里兰要授权去了。亚当斯盛赞独立宣言，富兰克林将之比作一个蛋，三人开始争论孵出来的会是什么鸟。杰斐逊提议鸽子，亚当斯说是鹰，富兰克林觉得鹰代表欧洲帝国主义，提出美洲土产，勇敢的火鸡。最后谁也拗不过亚当斯，三人一起庆祝这只鹰的诞生（9 The Egg）。
- 第七幕

1776年6月28日起，几天内代表们对独立宣言提出各种删改，杰斐逊都无条件接受，秘书已经懒得征求他的意见了。狄金森要求删去称呼英王的“暴君”一词，杰斐逊反对，声称不管他们怎么说，英王是暴君的事实不会改变，他让秘书把划掉的“暴君”再填回去。
主席准备宣布对独立宣言进行投票，拉特利奇突然站出来，指责宣言中关于奴隶的章节，捍卫奴隶制为“我们南卡罗来纳的生活方式”，嘲笑新英格兰各州的伪善。他们不畜奴没错，可是是谁开船出波士顿港，载着圣经和朗姆来到非洲？是谁在奴隶市场上吆五喝六，往波士顿运回黄金？三角贸易里到底谁发了财？他登上桌子，模仿奴隶拍卖会的场面，直到一名北方代表忍无可忍求他停止（10 Molasses to Rum）。拉特利奇拂袖而去，带走了南北两卡所有代表，佐治亚的霍尔大夫犹豫一下，也跟了出去。
蔡斯赶回来投马里兰的赞成票，近乎绝望的亚当斯要麦肯回特拉华，把病重的罗尼请回来。富兰克林建议亚当斯删除奴隶制一节，“为一场战役而输掉整个战争，这太奢侈了”。两人爆发了激烈的争吵。
亚当斯独自爬到钟楼上躲起来，向想象中的艾比求助。艾比用他自己信上的话安慰他：“Commitment, Abby, commitment! There are only two creatures of value on the face of this earth: those with a commitment, and those who acquire the commitment of others”。这时管理员喊他收邮件：一堆系着缎带的桶，艾比组织麻省妇女社团制造的硝石运到了。（11 Compliments）
亚当斯信心复燃，他让管理员寄回缝衣针，让富兰克林和杰斐逊抓紧最后时间争取威尔逊和拉特利奇。汤普森秘书打开华盛顿最新的来信，华盛顿问他过去的15封信怎么没有半点回复。“那边究竟有人在吗？”
深夜，亚当斯独自坐在议会厅裡，默念华盛顿的话。有人在吗？他已经破釜沉舟，该来的就来吧，他仍然能看见一个光华四射的新国家，永远自由。可是究竟有人关心吗？（12 Is Anybody There?）
“有，我关心。”霍尔走了进来。他想起英国国会议员爱德蒙柏克的话，“民意代表不仅代表人们的产业，也代表人们的判断能力。如果他牺牲这些，就是对选民的背叛。”他决定照自己的意志，为佐治亚投赞成票。
对李氏决议的正式投票开始了。麦肯带着罗尼赶了回来，特拉华3名代表以2比1赞成。拉特利奇再次提出奴隶制问题，富兰克林恳求亚当斯删掉那节，亚当斯让杰斐逊决定，毕竟宣言是他写的。“那些也都是我写的。”杰斐逊走上前亲手划去了奴隶制一节。拉特利奇代表南北两卡投票赞成。佐治亚也投了赞成。
最后只剩宾夕法尼亚。狄金森正要反对，富兰克林提出少数服从多数。狄金森反对，富兰克林赞成，决定权落到了威尔逊手里。威尔逊发现如果他反对，他就会作为“阻止美国独立的人”永远被人记住，而他和别人不同，非常不想留名后世。狄金森冷笑：“国家就是这样建成的吗？就因为一个天生的无名氏想要继续默默无闻下去？”威尔逊投了赞成，李氏决议全体一致通过了。
主席要求全体代表在宣言上签名。狄金森宣布良知不允许他签这份文件，他仍然盼望与英国和解，但他决定去投军，捍卫新生的国家。亚当斯率领全体代表向他致敬，但他头也不回地走了。
7月4日。汉考克主席带头签字，写得最大，“让胖乔治国王不戴眼镜就能看清楚”。欢乐的气氛被小传令兵打断，华盛顿报告纽约已经被摧毁，他的5000名老弱残兵要对抗25000名英军，只有神知道结果会如何，但他注定要损失这些英勇的人了。
会场顿时凝重起来。主席下令敲钟，在越来越激昂的钟声中，各州代表按由北到南的地理顺序，依次上前签字。

## 历史事实
该剧编剧Peter Stone出身中学历史教师，他查阅了大量资料，花费10年编写剧本。但由于当年议会辩论并未留下官方记录，只能根据投票记录当事人多年后的回忆进行推测，加之音乐喜剧戏剧化效果需要，情节中有许多与历史不符之处。其中比较显著的有：
- 理查德亨利李并未担任过弗吉尼亚州州长，他提出决议后一直留在议会里。派屈克·亨利担任了弗吉尼亚州第一任州长。

- 玛莎杰斐逊从未到费城探望丈夫。当时她身患重病，这也是历史上杰斐逊急于回家的真正原因。二人也并非新婚夫妇，他们于1772年结婚，1776年已经育有2个孩子。

- 宾西法尼亚的最后投票：宾西法尼亚代表团共有10人，而非3人。但投票结果确实时狄金森弃权，威尔逊经长期考虑，决定赞成。

- 剧中提到富兰克林建立了美洲第一个反奴隶制组织。事实上该组织是独立宣言签署后建立的。

- 拉特利奇确实曾发表言论支持奴隶制，但在删除奴隶制条文中他所起的作用史学家未有定论。从议会返乡后拉特利奇释放了他所有的奴隶。杰斐逊生前从未释放自己的奴隶，5名奴隶在他死后被释放，其余被出售以抵偿他建立弗吉尼亚大学所欠下的巨额债务。

- 剧中独立宣言的内容决定了李氏决议的投票结果，实际上二者是彼此分离的。李氏决议于7月2日投票通过，经过2天辩论，独立宣言于7月4日通过。

- 各州代表并非在同一天签署宣言，整个签署过程历经数周才完成。

## 影响
- 1972年电影上映时，应尼克松总统要求删除了"Cool, Considerate Men"一曲，尼克松认为该歌曲将革命战争时期的保守派描绘成了专注于维护财富的权力贪婪的诱导者，会对共和党当年大选产生不利影响。实际上电影直到大选结束后才公映。2003年出版的修复版DVD中将此曲加回片中，使得本片分级由G（大众级）进入PG（普通辅导级）。

- 2004年弗吉尼亚州费尔法克斯郡禁止中学放映该片，原因是影片台词中含有少量性暗示。

## 录音版本
1969年百老汇首演版，LP和CD
1970年伦敦首演版，LP
1972年电影原声，LP
1970年英国录音室版，LP
1997年百老汇重排版，CD